# Amorotze-Zokotze
Amorotze-Zokotze (en francès i oficialment Amorots-Succos), és una comuna de la Baixa Navarra, un dels set territoris del País Basc, al departament dels Pirineus Atlàntics i a la regió de la Nova Aquitània. Limita amb les comunes d'Arrueta-Sarrikota i Oragarre al nord, Martxueta alu nord-est, Mehaine a l'oest, Behauze al sud-est i Bithiriña al sud.

## Demografia
| 1901 | 1962 | 1968 | 1975 | 1982 | 1990 | 1999 |
| --- | ---- | ---- | ---- | ---- | ---- | ---- |
| 357 | 267  | 249  | 244  | 267  | 222  | 204  |
| A partir de 1962, el cens té en compte la població resident definida com a "Population sans doubles comptes" per l'INSEE |      |      |      |      |      |      |

## Administració
| Data d'elecció                             | Identitat      | Qualitat |
| ------------------------------------------ | -------------- | -------- |
| Les dades anteriors a 1995 no es coneixen. |                |          |
| 1995                                       | Arnaud Abbadie |          |
| 2001                                       | Arnaud Abbadie |          |